# 광개토대왕
광개토대왕(廣開土大王, 374년 ~ 412년 음력 10월) 혹은 광개토왕(廣開土王)은 고구려의 제19대 국왕(재위 : 391년 음력 5월 ~ 412년 음력 10월)이다. 이름은 담덕(談德) 또는 안(安)으로 고국양왕의 아들이다.
국강상광개토경평안호태왕(國𦊆上廣開土境平安好太王),국강상광개토지호태왕(國罡上廣開土地好太王), 국강상광개토지호태성왕(國罡上廣開土地好太聖王), 국강상대개토지호태성왕(國罡上大開土地好太聖王) 등의 시호가 전해진다. 현대의 대한민국에서는 그의 업적을 높이 평가하여 광개토대왕(廣開土大王)이라 부르기도 한다. 한편 중국과 일본 등지에는 호태왕(好太王)이라는 명칭으로 알려져 있다.

## 생애

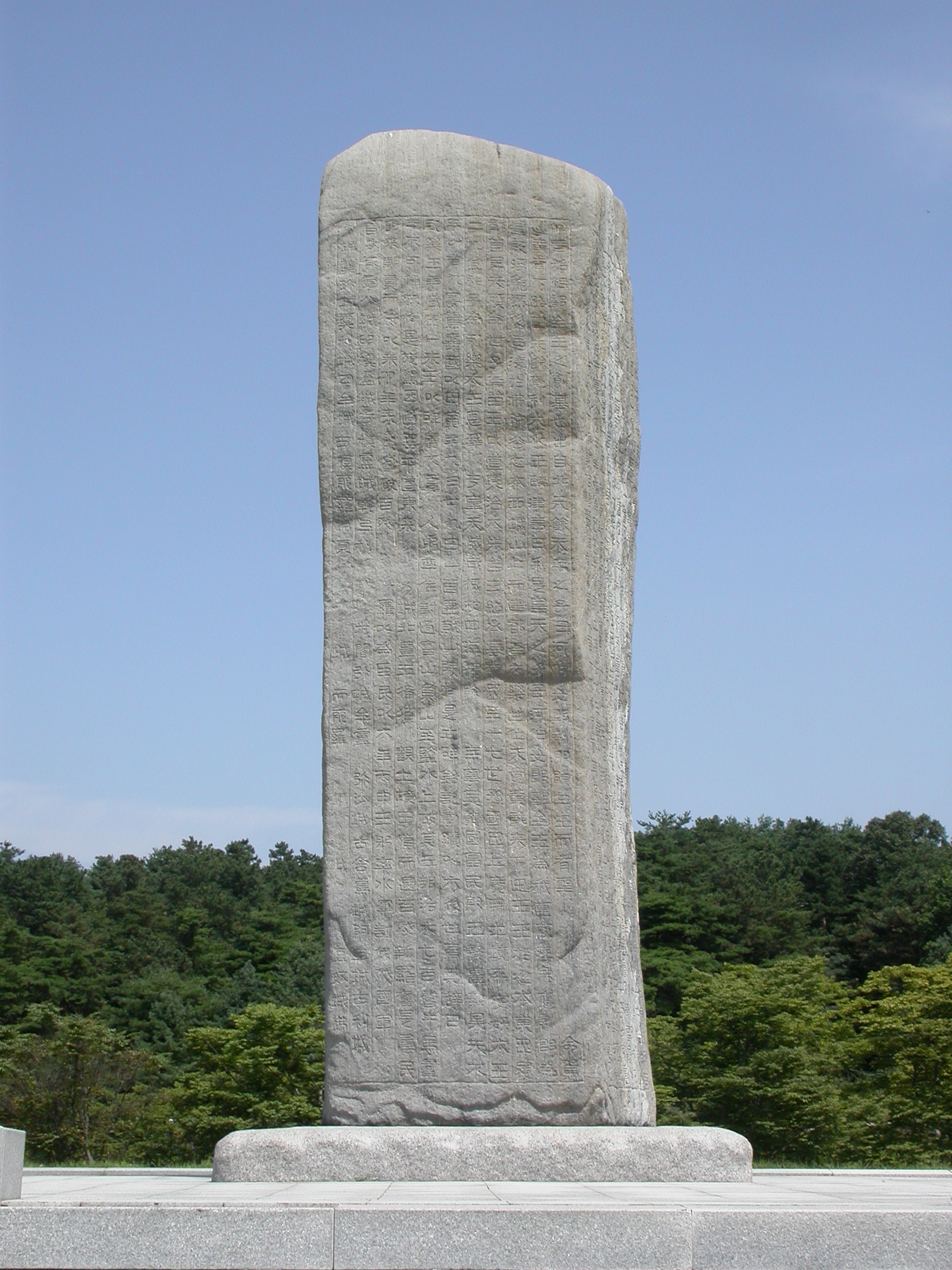
광개토대왕릉비

### 탄생과 가계
374년(소수림왕 4년), 당시 국왕이었던 소수림왕의 동생인 왕자 이련(伊連, 고국양왕)의 아들로 태어났다. 
 
아! 옛날 시조 추모왕(동명성왕)이 나라를 세우셨다.
왕은 북부여에서 나셨으며, 천제의 아들이고 어머니는 하백의 따님이시다.
(중략)
17세손에 이르러 국강상 광개토경 평안호태왕(國𦊆上廣開土境平安好太王)이
18세에 왕위에 올라 영락태왕(永樂太王)이라 칭하였다.— 광개토대왕릉비

시조 동명성왕의 17세손이라고 기록되어 있는데, 이 '세손'을 1) 왕대수 또는 2) 혈연상 세대수로 보는 설이 있다.
384년에 큰아버지인 소수림왕이 후사 없이 사망하자 아버지 고국양왕이 뒤를 이어 즉위하였으며, 386년 1월, 태자로 책봉되었다.
391년 광개토왕이 고국양왕의 뒤를 이어 즉위하였다. 즉위 년도와 관련하여 《삼국사기》에는 392년에 즉위한 것으로 기록되어 있어 광개토대왕릉비의 기록과는 약 1년의 차이를 보이고 있다. 연호는 영락(永樂)이다.

### 백제와의 전쟁
광개토대왕은 392년 7월에 군사 40,000명을 거느리고 백제의 북쪽 변경을 공격해서 석현성 등 10여 개 성을 함락시켰다. 진사왕은 광개토대왕이 군사를 부리는 데 능하다는 말을 듣고 나가 막지 못하니 한강(漢水) 북쪽의 여러 부락들이 다수 함락되었다. 8월에 백제가 고구려의 남쪽 변경을 공격해 오자, 장수에게 명하여 막게 하였다. 승기를 탄 고구려는 10월에 백제 북방의 천혜의 요새이자 중요지인 관미성을 20일에 걸친 포위 끝에 쳐서 함락시켰다.
이 해 12월 백제 진사왕이 구원에서 사망하고 아신왕이 즉위하였다. 백제는 빼앗긴 성을 회복하기 위해 계속해서 고구려를 공격하였다. 393년 8월에 아신왕은 진무를 좌장으로 삼고 목책에 이르렀다. 그러나 치욕을 씻기 위한 도발이었기에 이내 회군하였다. 광개토대왕은 백제의 공격을 393년에는 관미성, 394년에는 수곡성(水谷城)에서 격퇴하였으며, 394년에 고구려는 백제의 침략을 방비하기 위해 남쪽 변경에 7개의 성을 쌓았다.
395년에는 패수에서 백제군 8,000여 명을 생포하고 대승을 거두었다. 396년 고구려는 대대적으로 백제를 공격하여 한강 이북의 58개 성, 700여 개 촌락을 점령하고 위례성을 포위하였다. 이때 백제 아신왕에게서 '영원한 노객(奴客)이 되겠다.'는 항복을 받아 아신왕의 동생과 백제의 대신 10명을 인질로 잡고 개선하였다.(→고구려 백제 전쟁)

### 거란 및 숙신 정벌
백제와의 전쟁과 더불어, 거란을 정벌하여 소수림왕 8년(378년)에 거란의 침입으로 잡혀갔던 1만 여 명의 백성들을 되찾는다.(392년 9월)395년에는 염수(鹽水)로 진출하여 거란족 패려(稗麗)를 정벌하여 복속시키고 수없이 많은 소, 말, 양떼들을 노획하였다. 일부 학자들은 《삼국사기》의 거란 정벌(392년)과 광개토대왕릉비의 비려 정벌(395년)을 동일한 사건에 대한 기록으로 보기도 한다.
한편 398년에는 숙신을 정벌하여 동북 국경 지대를 안정시켰다.

### 신라 구원과 가야 진출 및 백제ㆍ가야ㆍ왜 연합군 격퇴
이후 백제가 왜(倭)에 태자 전지를 보내는 등 왜와 동맹을 맺고 고구려에 대적할 준비를 한다. 광개토대왕은 399년에 평양(平壤)으로 순행하였다. 백제와 왜가 신라를 공격하자, 신라는 평양으로 사신을 보내 구원을 청하였고, 이에 광개토대왕은 400년에 신라에 5만 대군을 파견하여 왜군을 물리쳤다. 이때 왜군은 금관가야 종발성까지 퇴각하였고, 고구려군은 금관가야 지역까지 쫓아가 왜군을 격퇴시킨다. 학계에서는 이때 금관가야의 세력이 급속도로 약해져, 금관가야가 주도하던 전기 가야 연맹이 붕괴하고 대가야가 주도하는 후기 가야 연맹이 시작되었다고 본다. 
광개토대왕은 400년에 신라를 구원하면서 신라 왕을 내물 마립간에서 실성 마립간으로 교체한다. 이후 고구려군은 백여 년 동안 신라 땅에 머물려 신라에 영향력을 행사하였고, 신라는 고구려에게 조공하는 보호국이 된다. 404년에는 대방(帶方) 지역으로 쳐들어 온 백제와 왜, 가야의 연합군을 궤멸시켰다.

### 후연과의 전쟁
한편 광개토대왕은 모용씨(慕容氏)의 후연과도 치열한 전쟁을 치렀다. 400년 2월에 고구려 주력군이 신라에서 왜군을 격퇴하고 있을 때 후연 왕 모용성은 신성(新城)과 남소성(南蘇城)을 공격해 오자, 광개토대왕은 이에 대한 보복전을 펼쳐 402년에 후연의 숙군성(宿軍城)을 공격하여 함락시켰으며 404년에도 후연을 정벌하였다. 비슷한 시기에 연군(燕郡)까지 공격하여 함락시켰다. 연군은 지금의 베이징 근방에 위치한 지역으로 이 기록에 따라 베이징 일대까지 정복했다는 주장이 있다. 
이를 회복하기 위해 쳐들어온 후연군을 405년 요동성, 406년 목저성(木抵城)에서 격파하여 요동 점령을 확고히 하였다. 또한 407년에는 50,000명을 동원하여 후연 군대를 격파하여 막대한 전리품을 노획하고 돌아오는 길에 후연의 6개 성을 점령하였다. 후연을 견제하기 위하여 남연(南燕)과 우호관계를 맺기도 하였다. 그러나 후연이 멸망하고 고구려계인 고운이 북연을 건국하자 408년에 우호관계를 맺음으로써 서쪽 국경을 안정시켰다.
410년에는 동부여(東夫餘)를 공격하여 굴복시켰다.

### 내치(나라 통치)
광개토대왕은 내치에도 힘썼다. 평양을 크게 중시하여 393년에는 9개 절을 평양에 창건하고 399년에는 왕이 직접 평양에 행차하기도 하였다. 아마 백제ㆍ왜ㆍ가야를 처단하기 위한 목적일 것이다. 409년에는 나라 동쪽에 독산성 등 6개 성을 쌓고 평양의 민호를 옮겨 살게 하였으며 다시 남쪽으로 순행하였다. 또한 역대 왕릉의 정비에 힘써 수묘인(守墓人) 제도를 정비하고 실시할 것을 장수왕에게 유언하였다. 이러한 내치로 광개토대왕릉비에는 “나라가 부강하고 백성이 편안하였으며 오곡이 풍성하게 익었다”라 칭송하는 기록을 남기기도 하였다.

### 사망
《삼국사기》에는 413년 10월에 사망하였다고 기록되어 있으며, 〈광개토대왕릉비〉의 기년법으로 역산하면 412년이 되어 1년의 오차가 생긴다.
장수왕은 414년에 능비를 세우고 유언에 따라 수묘인을 두어 왕릉을 관리하게 하였다. 1880년에 발견된 광개토대왕릉비에는 광개토대왕의 활발한 정복 사업이 기록되어 있으며, 평생에 걸쳐 64개 성과 1,400촌을 공취했다고 전하고 있다. 그의 능과 생전의 훈적(勳績)을 기록한 능비(陵碑)가 414년에 건립되었는데, 지금도 중국 지린성 지안 현에 남아 있다. 능에 대해서는 장군총(將軍塚)설과 태왕릉(太王陵)설이 갈라져 있다.

## 가족 관계
| - 아버지 : 고국양왕(故國壤王, ? ~391) - 제18대 국왕 - 어머니 : 미상 | - 왕비 : 미상 - 아들 : 장수왕(長壽王, 394~491) - 제20대 국왕 - 손자 : 고조다(高助多) - 아들 : 미상 - 손자 : 고승천(高升千) |

## 연호
| 영락 | 원년   | 2년    | 3년    | 4년    | 5년    | 6년    | 7년    | 8년    | 9년    | 10년   | 11년   | 12년   | 13년   | 14년   | 15년   |
| 서력 | 391년  | 392년  | 393년  | 394년  | 395년  | 396년  | 397년  | 398년  | 399년  | 400년  | 401년  | 402년  | 403년  | 404년  | 405년  |
| 단기 | 2724년 | 2725년 | 2726년 | 2727년 | 2728년 | 2729년 | 2730년 | 2731년 | 2732년 | 2733년 | 2734년 | 2735년 | 2736년 | 2737년 | 2738년 |
| 간지 | 신묘   | 임진   | 계사   | 갑오   | 을미   | 병신   | 정유   | 무술   | 기해   | 경자   | 신축   | 임인   | 계묘   | 갑진   | 을사   |
| 영락 | 16년   | 17년   | 18년   | 19년   | 20년   | 21년   | 22년   | 23년   |        |        |        |        |        |        |        |
| 서력 | 406년  | 407년  | 408년  | 409년  | 410년  | 411년  | 412년  | 413년  |        |        |        |        |        |        |        |
| 단기 | 2739년 | 2740년 | 2741년 | 2742년 | 2743년 | 2744년 | 2745년 | 2746년 |        |        |        |        |        |        |        |
| 간지 | 병오   | 정미   | 무신   | 기유   | 경술   | 신해   | 임자   | 계축   |        |        |        |        |        |        |        |

## 대중 문화속에 나타나는 광개토왕
- 《태왕사신기》 (MBC, 2007년~2007년, 배우:배용준, 유승호)
- 《광개토태왕》 (KBS, 2011년~2012년, 배우:이태곤)
- 《한국사기》 (KBS, 2017년~2017년, 배우:이도엽, 이준서)

## 같이 보기
- 광개토대왕의 전쟁
- 광개토대왕릉비
- 광개토대왕 동상
- 광개토대왕급 구축함
- DDH-971 광개토대왕
- 신라
  - 내물 마립간 (356년~402년)
  - 실성 이사금 (402년~417년)
- 백제
  - 진사왕 (385년~392년)
  - 아신왕 (392년~405년)
  - 전지왕 (405년~420년)
- 가야
  - 이시품왕 (346년~407년)
  - 좌지왕 (407년~421년)
- 왜
  - 닌토쿠 천황 (310년~399년)
  - 리추 천황 (400년~405년)
  - 한제이 천황 (406년~410년)
  - 인교 천황 (412년~453년)
- 동진
  - 진 열종 효무제 (372년~396년)
  - 진 안제 (396년~418년)
- 전진
  - 전진 고종 고제 (386년~394년)
  - 전진 후주 (394년)
- 후연
  - 후연 세조 성무제 (384년~396년)
  - 후연 열종 혜민제 (396년~398년)
  - 후연 중종 소무제 (398년~401년)
  - 후연 소문제 (401년~407년)
- 북연
  - 북연 혜의제 (407년~409년)
  - 북연 태조 문성제 (409년~430년)